# Мешно (Вармінсько-Мазурське воєводство)
Мешно (пол. Meszno, нім. Meschkrupchen) — село в Польщі, у гміні Дубенінки Ґолдапського повіту Вармінсько-Мазурського воєводства.
У 1975-1998 роках село належало до Сувальського воєводства.